# Dolophilodes utto
Dolophilodes utto är en nattsländeart som beskrevs av Malicky 1993. Dolophilodes utto ingår i släktet Dolophilodes och familjen stengömmenattsländor. Inga underarter finns listade i Catalogue of Life.